# Королевство Югославия
Короле́вство Югосла́вия (сербохорв. Краљевина Југославија / Kraljevina Jugoslavija) — официальное название государства в северо-западной части Балканского полуострова в 1929—1941 годах (формально до 1945 года) на территории современных Словении, Хорватии, Сербии, Черногории, Боснии и Герцеговины и Северной Македонии.
Название «Югославия» было принято 4 октября 1929 года после государственного переворота и установления диктатуры 6 января 1929 года короля Александра I. До этого, с 1 декабря 1918 года, страна носила название Королевство сербов, хорватов и словенцев, сокращенно Королевство СХС и КСХС (сербохорв. Краљевина Срба, Хрвата и Словенаца).

## История
Правление короля в этот период характеризовалось авторитарно-консервативными тенденциями. Королевство Югославия во избежание межэтнических конфликтов и опасности распада делилось на провинции (бановины), не соответствовавшие территории расселения ни одного из основных южнославянских народов.
Это соответствовало идеологии стирания межнациональных различий и ассимиляции.
6 января 1929 года король Александр I Карагеоргиевич опубликовал манифест, которым фактически установил свою диктатуру, запретив все политические партии и назначив нового главу правительства. Лишь 3 сентября 1931 года король даровал стране новую конституцию и разрешил выборы в парламент. Однако на выборах 1931 года из-за жёстких требований к сбору подписей для регистрации был выставлен только один, правительственный список. Избранные по нему депутаты образовали единственную разрешенную партию — Югославянскую радикально-крестьянскую демократию (20 июля 1933 года переименована в Югославянскую национальную партию).
7 ноября 1932 года Крестьянско-демократическая коалиция приняла «Пунктации», в которых шла речь о многонациональности и о федерализации Югославии. В ответ лидер коалиции Владко Мачек, первым подписавший этот документ, был в 1933 году арестован и осужден к трем годам строгого режима.
До организованного хорватскими усташами убийства короля Александра в 1934 году Югославия была ориентирована на союз с демократическими державами Западной Европы (входило в так называемую Малую Антанту). После гибели короля и прихода к власти князя-наместника Павла государство, невзирая на симпатии Павла к Британии, пошло на сближение с Германией и Италией.
Кроме того, была изменена национальная политика — лидер хорватов Мачек уже в 1934 году освобождён. А 26 августа 1939 года на основе соглашения Цветковича — Мачека Хорватия получила автономию в рамках королевства как отдельная бановина.
В марте 1941 года правительство Югославии (кабинет Цветковича) подписало Венский протокол о присоединении к возглавляемому Германией Берлинскому пакту, что вызвало в стране широкое движение протеста. 27 марта правительство было свергнуто.
6 апреля 1941 года на Югославию напали войска Германии и её союзников, оккупировавшие и расчленившие территорию страны в ходе Югославской операции. Было создано самостоятельное хорватское государство (контролировавшее также Боснию) во главе с фашистским режимом усташей; часть территории страны отошла к Германии и Италии, начался геноцид сербов. В Югославии развернулась народно-освободительная борьба. Её возглавляли, с одной стороны, коммунисты Тито (Коммунистическая партия Югославии, основана в 1919 году), с другой стороны, монархисты-четники во главе с Д. Михайловичем; друг с другом эти партии то тактически блокировались, то воевали. Северо-восточная часть страны была освобождена в 1944 года в ходе совместных действий советских войск и НОАЮ (Народно-освободительной армии Югославии). К 15 мая 1945 года югославская армия завершила освобождение Югославии. 29 ноября 1945 года коммунистами была провозглашена Федеративная Народная Республика Югославия.

## Государственное устройство
Высший орган государственной власти — Национальное Собрание (Народна Скупштина), избиралась народом сроком на 4 года, глава государства — Король (Краљ), исполнительный орган — Совет Министров (Министарски Савет), состоящий из председателя совета министров и министров, назначался королём.

### Политические партии
- Югославское народное движение Збор (Југословенски народни покрет «Збор») — ультраправая, сербская фашистская
- Югославский радикальный союз (Југословенска радикална заједница) — ультраправая, фашистская
- Югославская национальная партия (Југословенска национална странка) — консервативная, монархистская
- Народная радикальная партия (Народна радикална странка) — консервативная, сербская националистическая
- Словенская народная партия (Slovenska ljudska stranka) — христианско-демократическая, автономистская
- Черногорская федералистская партия (Crnogorska federalistička stranka) — аграрная, автономистская
- Демократическая партия (Демократска странка) — либеральная, центристская
- Независимая демократическая партия (Самостална демократска странка) — социал-либеральная
- Хорватская крестьянская партия (Hrvatska seljačka stranka) — левоцентристская, аграрная, автономистская
- Социалистическая партия Югославии (Социјалистичка партија Југославије) — социал-демократическая
- Коммунистическая партия Югославии (Комунистичка партија Југославије) (легальное крыло — Независимая рабочая партия Югославии) — марксистско-ленинская
- Немецкая партия (Nemačka Stranka, Deutsche Partei) — некоторым влиянием пользовалась в Воеводине

## Административное деление

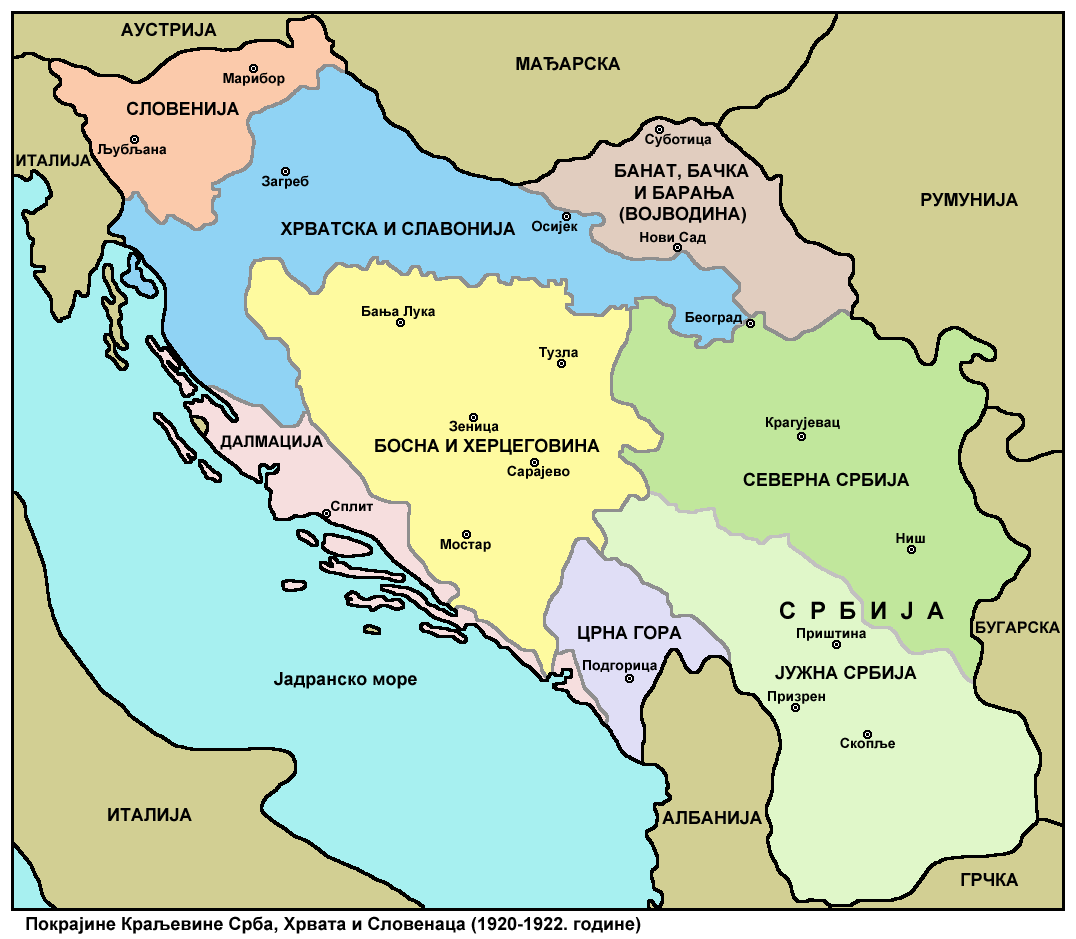
Бановины Королевства Сербов, Хорватов и словенцев в 1920—1922 годах

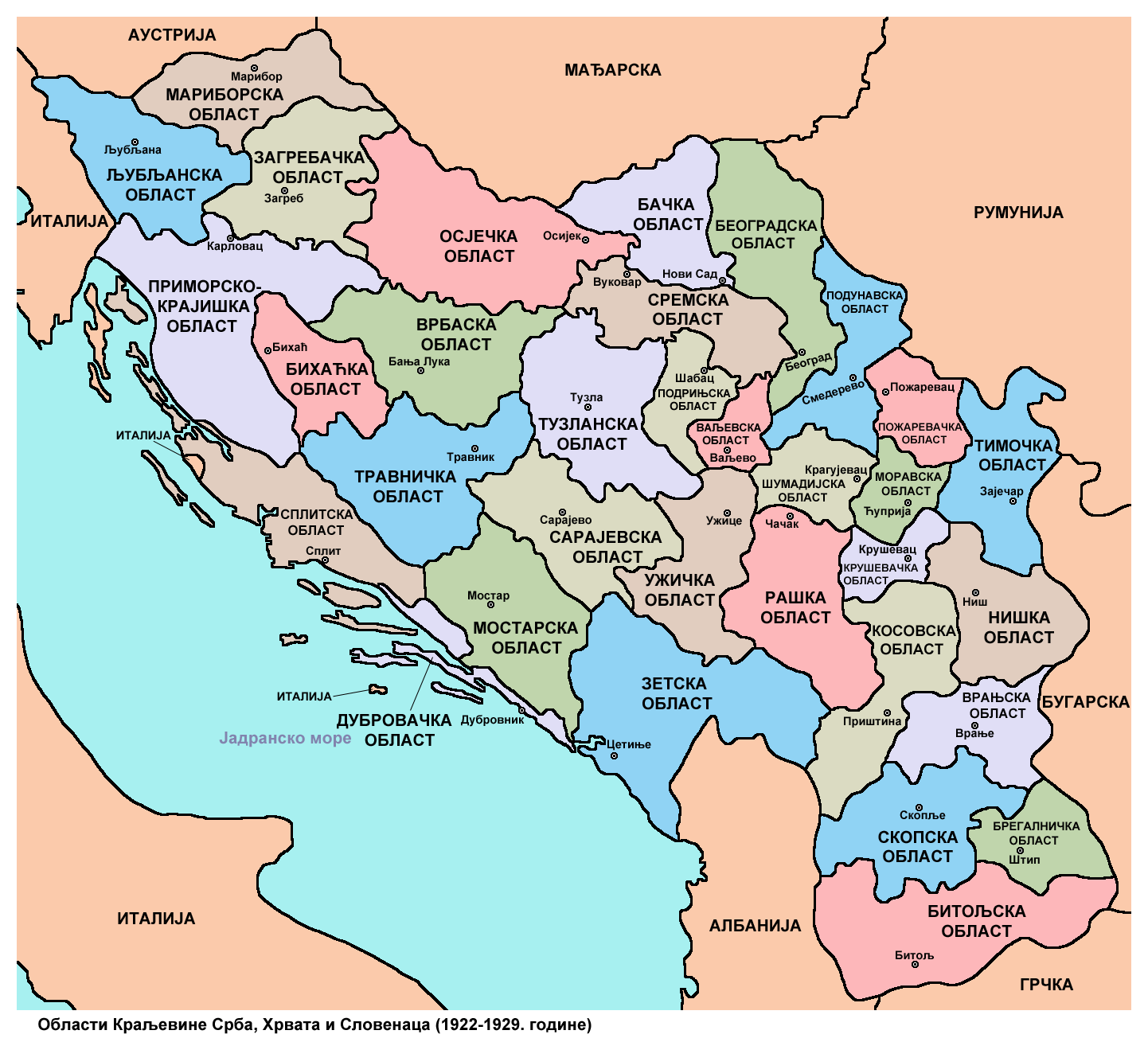
33 Области Королевства Сербов, Хорватов и словенцев в 1922—1929 годах

Территория Югославии делилась на бановины. Представительные органы областей — областные собрания (обласна скупштина), областные комитеты. (обласни одбор).
В состав государства входили:
1. Дравская бановина
2. Приморская бановина
3. Зетская бановина
4. Савская бановина
5. Моравская бановина
6. Врбавская бановина
7. Дринская бановина
8. Вардарская бановина
9. Дунайская бановина
10. Хорватская бановина — создана в 1939 году путём объединения Приморской и Савской бановин, пользовалась автономией.
11. Город Белград — вместе с городами Земун и Панчево составлял отдельную административно-территориальную единицу, независимую от бановин.

## Экономика
Уровень развития в регионах Югославии резко различался. Северные бановины (Дравская, Приморская и Дунайская), расположенные в основном на территориях современных Словении, Хорватии и Воеводины отличались более высоким уровнем экономического развития. Уровень рождаемости там был намного ниже, а сеть железных дорог гуще, чем в южных Боснии, Македонии, Черногории и Косове.
Королевские власти пытались унифицировать все регионы, выровнять уровень их развития. Для этого в 1938 году был создан специальный фонд для дотирования слаборазвитых регионов. Кроме того, государство материально поддерживало переселение жителей северных регионов на юг.

### Сельское хозяйство
Три четверти югославских рабочих были заняты в сфере сельского хозяйства. Существовало немного коммерческих фермеров, большинство из которых всё же были крестьянами, ведущими натуральное хозяйство. На юге крестьяне были особенно бедны, живя в холмистом, бесплодном регионе. Никаких крупных поместий не было, кроме как на севере, и все они принадлежали иностранцам. Одним из первых действий, предпринятых новым югославским государством в 1919 году, было разрушение владений иностранцев, в частности венгров-землевладельцев. Почти 40 % сельского населения было в избытке (то есть лишние люди не нуждались в поддержании текущего уровня производства), и, несмотря на теплый климат, Югославия была относительно сухой. Внутренние коммуникации были плохими, ущерб от Первой мировой войны был значительным, но за редким исключением сельское хозяйство было лишено техники или других современных технологий ведения сельского хозяйства.

### Производство
Производство ограничивалось Белградом и другими крупными населенными пунктами, и состояло в основном из небольших, сравнительно примитивных, предприятий, которые вели производство исключительно для внутреннего рынка. Коммерческий потенциал югославских портов Адриатического моря был потрачен впустую, потому что у страны не было технических знаний для управления судоходной отраслью. С другой стороны, горнодобывающая промышленность была хорошо развита из-за обилия минеральных ресурсов в стране, но, поскольку она в основном принадлежала и управлялась иностранцами, большая часть продукции экспортировалась. Югославия была третьей, наименее развитой страной в Восточной Европе после Болгарии и Албании.

### Долг
Югославия была типичной страной Восточной Европы в том смысле, что она заимствовала большие суммы денег у Запада в течение 1920-х годов. Во времена Великой Депрессии, начиная с 1929 года, западные кредиторы взыскивали свои долги с Югославии, которые не могли погасить югославы. Часть денег была потеряна во время взяточничества, хотя большая часть была использована фермерами для улучшения производственного и экспортного потенциала. Однако экспорт сельскохозяйственной продукции всегда представлял собой нестабильную перспективу, поскольку его экспортные поступления в значительной степени зависели от неустойчивых мировых рыночных цен. Великая депрессия привела к тому, что рынок для крестьян рухнул, поскольку глобальный спрос сильно сократился, и ситуация для экспортно-ориентированных фермеров ещё более ухудшилась, когда страны повсюду начали устанавливать торговые барьеры. Италия была основным торговым партнёром Югославии в первые годы после Первой мировой войны, но в связи с тем, что Бенито Муссолини пришёл к власти в 1922 году, поставки прекратились. Тяжёлому экономическому положению 1930-х годов Югославия последовала примеру своих соседей, позволив себе стать зависимой от нацистской Германии.

### Деньги
Денежная единица — динар, был представлен:
- медно-никелевыми монетами в 50 пар, 1 и 2 динара[8]
- банкнотами в 5, 10, 20, 50, 100, и 1.000 динар[9][10]

Оператор почтовой и телефонной связи — ПТТ, оператор железнодорожных перевозок — Югославские государственные железные дороги (Југословенске државне железнице).

## Этнические группы
Небольшой средний класс находился в крупных населённых пунктах, а почти все остальные были крестьянами, занимающимися сельским хозяйством. Самой крупной этнической группой были сербы, за которыми следовали хорваты, словенцы, босняки, македонцы и албанцы. Религия следовала той же схеме: половина населения следовала православию, около 40 % — католики, а остальные — мусульмане. В такой многонациональной стране напряжённость была частой, но особенно сильной между сербами и хорватами. Другие ссоры были между сербами и македонцами, так как официальная позиция югославского правительства состояла в том, что последние причислялись к сербам. В начале XX века вплоть до Парижской мирной конференции 1919 года международное сообщество рассматривало македонцев преимущественно как региональную ветвь болгар.
Словенцы с точки зрения религии и культуры были гораздо ближе к хорватам, чем к сербам. В частности, они знали, что их было слишком мало, чтобы сформировать собственную нацию, и не было никаких оснований полагать, что в Югославии, в которой преобладают хорваты, будет лучше или хуже, чем в Сербии. По большей части они шли вместе с общим политическим потоком и не были значительным источником проблем.
Босняки пользовались некоторыми уступками со стороны Белграда, но из-за исламского вероисповедания всегда испытывали сильную неприязнь со стороны православных сербов и католиков-хорватов и были известны как «турки», несмотря на свою славянскую национальность. К албанцам, в большинстве своём также мусульманам, в Югославии относились ещё хуже, так как они не являлись славянами. Все мусульмане в Югославии являлись объектом широкого гонения и дискриминации. В некоторых регионах страны было разрешено существовать в качестве анклавов исламского права в отношении личного статуса, что являлось некоторой уступкой мусульманскому населению Югославии.
Помимо этих народов, в Югославии проживали небольшие этнические меньшинства, включавшие итальянцев, румын, немцев, венгров и греков. Кроме румын, югославское правительство не предоставляло им особого режима в отношении уважения к их языка, культуре или политической автономии, что неудивительно, учитывая, что все их родные страны имели территориальные споры с Югославией. Несколько тысяч евреев жили в основном в крупных городах; они были хорошо ассимилированы, и с антисемитизмом не было значительных проблем.

## Образование
Значительная часть населения Югославии была неграмотной. По переписи 1931 года доля неграмотного населения в целом по Югославии составила 44,6 % (в 1921 году она была ещё выше — 51,5 %). Доля неграмотного населения очень различалась в зависимости от бановины. Самой низкой она была на словенских землях (Дравская бановина), где в 1931 году неграмотными были только 5,5 % населения, что было почти вдвое ниже, чем в Белграде (там неграмотным были 10,9 % населения в 1931 году). Наиболее высокой доля неграмотных среди всего населения была в 1931 году в преимущественно македонской Вардарской (70,9 %) и в боснийской Врбасской (72,6 %) бановинах. В школьном образовании поначалу существовали серьёзные региональные различия. В 1929 году был принят закон о народных школах, который предписывал вести обучение на «сербо-хорватско-словенском» языке и преподавать 14 школьных предметов по единой для всей стране программе.

## Религия
- Сербская православная церковь объединяла преимущественно сербов-православных Сербии, черногорцев-православных и македонцев-православных.
- Югославская конференция католических епископов, объединяла преимущественно словенцев и хорватов-католиков, а также венгров, немцев и словаков-католиков Воеводины и Прекмурья (в основном мадьяризированных)
- Евангелическая церковь Аугсбургского исповедания в Королевстве Сербов, Хорватов и Словенцев (Evangelička crkva Augsburškog ispovedanja u Krajevini SHS) — объединяла преимущественно венгров и немцев-лютеран Воеводины и Прекмурья (в основном мадьяризированных), словенцев и хорватов-лютеран, немцев-лютеран Хорватии и Словении[14]
- Словацкая Евангелическая церковь Аугсбургского исповедания в королевстве Сербов, Хорватов и Словенцев — объединяла преимущественно словаков-лютеран Воеводины (в основном мадьяризированных)[15]
- Христианская Реформатская церковь в Королевстве Югославия — объединяла преимущественно венгров, немцев и словаков-кальвинистов (в основном мадьяризированных) Воеводины и Прекмурья[16]
- Верховный муфтият Югославии объединял преимущественно бошняков-мусульман и албанцев-мусульман.
- Федерация еврейских общин Югославии (Savez jevrejskih opština Jugoslavije) — объединял преимущественно иудаистов Воеводины (в основном мадьяризированных), Боснии, Сербии и Македонии сефардского канона.
- Южноевропейская уния Церкви адвентистов седьмого дня (Северная, Южная и Хорватская епархии) — объединяла адвентистов седьмого дня.

## Внешняя политика

### Соглашение с Грецией
В 1923 году греческо-югославская конвенция передала Белграду свободную зону в эгейском порту Салоники на 50 лет, что дало Югославии выход в Средиземное море, минуя контролируемую недружественной Италией Адриатику. К этой зоне была подведена железная дорога из Югославии.

### Про-Союзническое правительство
Королевство питало дружественные отношения с союзниками Первой мировой войны. Особенно это имело место между 1920 и 1934 годами в отношении традиционных сторонников Югославии, Великобритании и Франции.

#### Маленькая Антанта
С 1920 года Королевство Югославия образовало Малую Антанту с Чехословакией и Румынией при поддержке Франции. Основная цель альянса состояла в том, чтобы предотвратить возвращение Венгрией территорий, которые она потеряла после Первой мировой войны. Альянс утратил своё значение в 1937 году, когда Югославия и Румыния отказались поддержать Чехословакию, которой тогда угрожала Германия.

#### Балканские альянсы
В 1924 году Королевство Югославия сформировало Балканский блок с Грецией, Румынией и Турцией, который намеревался сохранить равновесие на Балканском полуострове. Альянс был официально закреплён 9 февраля 1934 года, тогда он стал «Балканской Антантой». Альянс распался в том же году, после убийства короля Александра I Владо Черноземским в Марселе и смены курса югославской внешней политики.

#### Итальянская коалиция
У Королевства Италии были территориальные амбиции против Королевства Югославии. Отношения между Италией и предшественниками королевства, Королевством Сербией и Государством словенцев, хорватов и сербов, стали враждебными во время Первой мировой войны, так как итальянские и югославские политики спорили из-за Далмации, которую требовала Италия. Враждебность отношений была продемонстрирована 1 ноября 1918 года, когда итальянские войска потопили недавно захваченный австро-венгерский линкор SMS Viribus Unitis, который использовался Государством СХС. Италия сформировала коалицию против него со странами, имевшими похожие государственные структуры, находившиеся под сильным влиянием Италии и/или фашизма: Албания , Венгрия , Румыния и Болгария, которые просуществовали с 1924 по 1927 год.
В 1927 году, в ответ на растущий итальянский экспансионизм, королевское правительство Югославии подписало соглашение о дружбе и сотрудничестве с Великобританией и Францией. Сотрудничество Югославии с этими странами заставило Италию выйти из своего же антиюгославского союза. Фашистский диктатор Бенито Муссолини принял крайнее, а именно позвал хорватского националистического деятеля Усташи Анте Павелича, чтобы тот проживал в Италии и использовал учебные полигоны в Италии для подготовки к войне с Югославией. Венгрия также разрешила такие тренировочные лагеря для усташей. Муссолини разрешил Павеличу проживать в Риме.

### 1935—1941
Официально последними словами короля Александра были «Спасите Югославию и дружбу с Францией». Его преемники прекрасно знали о необходимости попробовать сделать первое, но второе, поддерживать тесные связи с Францией, становилось все труднее. Для этого было несколько причин. К середине 1930-х годов Франция, внутренне разделённая, больше не могла играть важную роль в Восточной Европе и поддерживать своих союзников, многие из которых сильно пострадали от экономического кризиса того периода. Германия, напротив, всё более явно выражала желание заключить бартерные соглашения со странами Юго-Восточной Европы. В процессе эти страны чувствовали, что было против их интересов, а именно следовать за Францией. Дополнительным мотивом для улучшения отношений с Италией и Германией была поддержка Италией движения усташей. Поскольку Мачек говорил, что Италия поддержит отделение Хорватии от Югославии, первый регент принц Павел решил, что установление более дружественных отношений с Италией неизбежно. В попытке лишить УСЗ потенциальной итальянской поддержки, в 1937 году между двумя странами был подписан договор о дружбе. Это несколько уменьшило угрозу усташей, поскольку Муссолини заключил в тюрьму некоторых из их лидеров и временно отозвал финансовую поддержку.
В 1938 году Германия, аннексировав Австрию, стала северным соседом Югославии. Слабая реакция Франции и Великобритании на Судетский кризис в конце того же года убедила Белград в том, что европейская война неизбежна и что было бы неразумно поддерживать Францию и Великобританию. Вместо этого Югославия пыталась остаться в стороне, несмотря на личные симпатии Павла к Британии и пристрастие югославского истеблишмента к Франции. Тем временем Германия и Италия пытались использовать внутренние проблемы Югославии, как и Мачек. В итоге регентство согласилось на формирование автономной Хорватской бановины в августе 1939 года. Это не положило конец германо-итальянскому давлению, и стратегическое положение Югославии ухудшалось с каждым днём: она всё больше зависела от немецкого рынка, около 90 % её экспорта направлялось в Германию, а в апреле 1939 года Италия вторглась и аннексировала Албанию. В октябре 1940 года Италия напала на Грецию, когда Франция уже была ликвидирована со сцены, и Британия стала единственным потенциальным союзником Югославии, учитывая, что Белград не признавал Советский Союз. Лондон, однако, хотел втянуть Югославию в войну, которую он отверг.
С конца 1940 года Гитлер хотел, чтобы Белград однозначно выбрал сторону. Давление усилилось, кульминацией которого стало подписание Трёхстороннего пакта 25 марта 1941 года. Два дня спустя принц Павел был свергнут в результате государственного переворота, а его племянник Пётр II был объявлен совершеннолетним, но новое правительство во главе с генералом Симовичем заверило Германию, что будет придерживаться Пакта. Гитлер тем не менее приказал начать вторжение в Югославию. 6 апреля 1941 года Белград подвергся бомбардировке; 10 апреля было провозглашено независимое государство Хорватия; и 17 апреля югославские армии капитулировали.

### 1941—1945
После вторжения югославское королевское правительство отправилось в изгнание и местные силы поднялись на сопротивление оккупирующим державам Оси. Первоначально монархия поддерживала только Дражу Михайловича и его югославское движение сопротивления — четников. Однако в 1944 году в соглашении Тито — Шубашича Демократическая Федеративная Югославия была признана временным правительством, а вопрос о статусе монархии был отложен на будущее. Три регента — серб Срджан Будисавлевич; хорват Анте Мандич; и словенец Душан Сернец — были приведены к присяге в Белграде 3 марта 1945 года. Они назначили новое правительство во главе с Тито премьер-министром и военным министром; Шубашич стал министром иностранных дел.
29 ноября 1945 года находившийся в изгнании король Пётр II был объявлен низложенным учредительным собранием. Союзная Народная Республика Югославия получила международное признание как единственное правительство данного государства, а Пётр II стал титулярным королём.

### Советско-югославские отношения
Внешняя политика Югославии имела антисоветский характер. В королевстве разместилась значительная часть белой эмиграции, которая имела в Югославии свои кадетские корпуса. Компартия Югославии была запрещена. Югославия признала СССР только в 1940 году.

## Демография

### Этнические группы
| Этническая группа     | Численность в тыс. человек | Процент от общего числа в % |
| --------------------- | -------------------------- | --------------------------- |
| Сербы                 | 4,665,851                  | 38,83                       |
| Хорваты               | 2,856,551                  | 23,77                       |
| Словенцы              | 1,024,761                  | 8,53                        |
| Боснийские мусульмане | 727,650                    | 6,05                        |
| Македонцы             | 585,558                    | 4,87                        |
| Другие славяне        | 174,466                    | 1,45                        |
| Немцы                 | 513,472                    | 4,27                        |
| Венгры                | 472,409                    | 3,93                        |
| Албанцы               | 441,740                    | 3,68                        |
| Румыны                | 229,398                    | 1,91                        |
| Турки                 | 168,404                    | 1,40                        |
| Евреи                 | 64,159                     | 0,53                        |
| Итальянцы             | 12,825                     | 0,11                        |
| Другие                | 80,079                     | 0,67                        |
| Всего                 | 12,017,323                 | 100.00                      |

## Комментарии
1. ↑  Де-юре. Фактически управлял страной всего две недели в 1941 году.